# Ibéyise Pacheco
Ibéyise Pacheco (Caracas, Venezuela, 29 de enero de 1961) es una periodista y escritora especializada en la fuente de sucesos que también se ha ligado a la política al identificarse como fuerte detractora de los gobiernos de Hugo Chávez y Nicolás Maduro.

## Biografía

### Carrera
A los 25 años egresó de la Universidad Central de Venezuela como licenciada en Comunicación Social. Para la época, Ibéyise Pacheco se interesaba también en la literatura y había ganado una beca de narrativa en el Centro de Estudios Latinoamericanos Rómulo Gallegos (Celarg). Siendo estudiante trabajó en El Universal como correctora de pruebas y en el canal Rctv como dialoguista de varias novelas.
En 1986, luego de su graduación inició su carrera profesional trabajando para El Diario de Caracas donde ejerció como periodista de investigación en la fuente de sucesos. La cobertura y publicación de su primer caso llamado Los Pozos de la muerte, que trató sobre el registro y hallazgo de los cuerpos de personas desaparecidas en manos de funcionarios policiales en el estado Zulia, tuvo gran repercusión internacional y la posicionó como uno de los nombres más sonados en el gremio para el momento.
En el año 1988, Pacheco fue galardonada con el Premio Nacional de Periodismo, mención investigación, por un trabajo llamado Manzopol sobre denuncias de extorsión y narcotráfico ligadas a la policía. Esta investigación ocasionó que para entonces el ministro de Justicia, José Manzo González, renunciara a su cargo.
Ibéyise Pacheco también se desempeñó como redactora jefa en El Nacional y directora del periódico Así es la noticia. También incursionó en la radio con programas en las emisoras: Radio Venezuela, Kyss y Mágica; y en la televisión con el programa En Privado transmitido por Venevisión.
En el año 2006 desarrolla su faceta de escritora al publicar su primer libro llamado Bajo la sotana. ¡Las Confesiones del Padre Pablo! , luego en 2011 sale a la venta su obra más famosa Sangre en el Diván: el extraordinario caso del doctor Chirinos, y en 2012 escribe su más reciente publicación El Grito Ignorado.
Actualmente se mantiene activa publicando opiniones a través de sus redes sociales y tiene un espacio de análisis sobre el panorama político y social de Venezuela llamado 3 minutos con La Pacheco que se transmite semanalmente por NTN24.

### Enfrentamientos con el gobierno
Desde que se instauró el Gobierno de Hugo Chávez, Pacheco generó molestias en los personajes políticos del momento. Fue objeto de persecución política por sus comentarios e investigaciones y enfrentó 17 procedimientos judiciales. En 2006 fue condenada a 9 meses de arresto domiciliario, aunque fue puesta en libertad antes de terminar dicha condena.
El señalamiento en su contra también se ha dado en el presente Gobierno de Nicolás Maduro. En reiteradas ocasiones ha denunciado a través de sus redes sociales ser víctima de ataques por parte de quienes están en el poder, como por ejemplo el allanamiento a su casa en Colinas de Bello Monte y la intervención de su cuenta oficial en Twitter.
Pacheco ha catalogado al Gobierno del presidente Maduro como una dictadura que busca ocultar noticias de interés, por ello ha insistido en impulsar el periodismo digno y responsable que lleve información veraz y oportuna a los venezolanos.

### Atentado
Mientras Pacheco dirigía el periódico Así es la noticia, y luego de que ella publicara junto a las periodistas Marta Colomina, Patricia Poleo y Marianella Salazar un video de conversaciones entre el Ejército de Venezuela y las FARC de Colombia, la sede del diario fue atacada con explosivos. La Corte Interamericana de Derechos Humanos se pronunció sobre el caso dos meses después y dictó medidas de protección para el grupo.

### Elecciones presidenciales 2024
En opinión de Pacheco luego que el régimen de Maduro elevara orden de aprehensión contra Edmundo González Urrutia, Ibeyice Pacheco señaló que el verdadero criminal estaba en Miraflores

  El verdadero criminal vive en Miraflores
Existen suficientes evidencias que desenmascaran a la supuesta democracia con la que se venían escudando Maduro y sus aliados del crimen organizado. Y aunque eso a él no le importa y se burla de que el mundo constate que es un tirano porque su prioridad está centrada en mantenerse en el poder a sangre y fuego, habrá de pagar las consecuencias.

El blanco presente y de vara alta es el presidente electo, Edmundo González Urrutia. Para procurar debilitarlo y con ello intentar disminuir la decisión del país que votó por él, Maduro se escuda nuevamente en la Fiscalía General de la República y amaña un proceso con el que pretende llevarlo a prisión...

## Libros publicados
- Bajo la Sotana. ¡Las Confesiones del Padre Pablo!: Su primer libro publicado en el 2006 por la editorial de El Nacional. Fue escrito luego de concretar varias entrevistas grabadas con el exsacerdote Pablo Hernández, y en él Pacheco trata asuntos del mundo eclesiástico a partir de lo revelado por Hernández.[11]
- Sangre en el Diván: El extraordinario caso del doctor Chirinos: Esta es la obra más famosa de Ibéyise Pacheco. En este libro relata la historia e investigación  de la muerte de Roxana Vargas, estudiante de periodismo, quien es atendida por el reconocido psiquiatra Edmundo Chirinos que termina por abusar sexualmente de su paciente hasta su fallecimiento. Este caso tuvo gran repercusión en la opinión pública del país porque el entonces presidente Hugo Chávez era paciente del doctor Chirinos.[12]  El gran interés de los venezolanos en este caso llevó a la escritora a adaptar el libro a guion de teatro en forma de monólogo. La obra teatral se centra en el capítulo El Delirio y ha llegado a más de cien funciones en el Centro Cultural BOD de Caracas; también ha sido presentada en varios estados del interior del país e internacionalmente en Miami y Panamá.[13] En 2015 el canal Venevisión Plus estrenó una producción dramática basada en este libro.[14]
- El grito ignorado: En este libro Pacheco recoge información sobre el caso de un niño que fue asesinado en Guanare, estado Portuguesa,[1] luego de recibir por años abusos y maltratos por parte de su familia. La noticia, la sensibilidad y el evento fueron los factores que llevaron a la periodista a relatar la historia, enfocándose en la recolección de los datos sobre el delito y haciendo un perfil psicológico de los atacantes del niño.[15]  Con este libro la escritora y periodista hizo fuertes críticas hacia los organismos públicos de protección a menores que no actuaron en consonancia con las leyes que están estipuladas en el papel. También hizo énfasis en la pasividad de la sociedad venezolana ante las situaciones de maltrato.[16]
- Demente criminal: Con esta publicación Ibéyise Pacheco incursiona en el mercado estadounidense. Demente criminal es una nueva edición de Sangre en el Diván, disponible internacionalmente.[17]